# نوا بیری جونیور
نوا بیری جونیور (انگلیسی: Noah Beery, Jr.؛ ‏ ۱۰ اوت ۱۹۱۳ – ۱ نوامبر ۱۹۹۴) بازیگر اهل ایالات متحده آمریکا بود. وی بین سال‌های ۱۹۲۰ تا ۱۹۸۶ میلادی فعالیت می‌کرد.
از فیلم‌ها یا برنامه‌های تلویزیونی که وی در آن نقش داشته است، می‌توان به راه بازگشت، خانه بزرگ، گروهبان یورک، رودخانه سرخ، زنده‌باد ویا!، موش‌ها و آدم‌ها، دو پرچم به‌سوی غرب و کارآگاه راکفورد اشاره کرد.